# Rozhledna Romanka
Rozhledna Romanka je umístěna v lokalitě Zahájí asi 300 metrů severozápadně od okraje obce Hrubý Jeseník v okrese Nymburk ve Středočeském kraji. Příhradová rozhledna je vysoká 50 metrů a stojí na uměle vytvořeném kopci, vysokém pouhé 4 metry, v němž je ukryto technologické zázemí tří vysílačů. Stavba byla vybudována v nadmořské výšce pouhých 204,5 m n. m., jedná se o nejníže položenou rozhlednu v České republice.

## Historie stavby
Uvedená lokalita v rovinaté krajině Nymburska byla vybrána pro základnovou stanici v důsledku rozhodnutí tří nejvýznamnějších mobilních operátorů. Přizvaní architekti Oldřich Hájek, Jaroslav Šafer, Laco Fecsu a Tomáš Pavlík pojali stavbu stožáru a rozhledny velmi netradičně. Z umělého pahorku vyrůstá padesátimetrový betonový sloup, který je až do poloviny své výšky ukrytý za kovovou konstrukcí rozhledny. Samotná rozhledna má trojúhelníkovitý půdorys a je rozčleněna do několika pater s vyhlídkovými plošinami. Na horní plošinu ve výšce 26 metrů vede 116 kovových roštových schodů. V rámci každoročně vyhlašované soutěže Grand Prix architektů získala tato stavba za rok 2002 cenu v kategorii krajinářská architektura.
Výstavba rozhledny trvala osm měsíců a její slavnostní otevření se uskutečnilo 28. března 2003. Při té příležitosti byla pokřtěna jménem Romanka, údajně podle malé místní dívenky - vozíčkářky, která se s velkým zájmem chodila dívat na průběh stavby.

## Výhled
Výhled je specifický tím, že netypicky vychází z roviny, nikoliv jako obvykle z nějaké místní krajinné dominanty. Za dobrého počasí je z horní plošiny možno spatřit nejen zajímavá místa středních Čech, včetně staveb na okraji Prahy, ale i siluetu Krkonoš a neméně architektonicky proslavenou stavbu vysílače na Ještědu.

## Otevírací doba
Provoz vyhlídkové části zajišťuje Obecní úřad Hrubý Jeseník.
Duben-červen: So-Ne 10-13, 14-17
Červenec-srpen: Po-Ne 10-13, 14-17
Září-říjen: So-Ne 10-13, 14-17

## Přístup
Od autobusových zastávek v centru obce je rozhledna vzdálena zhruba 700 metrů, od železniční zastávky Oskořínek na železniční trati č. 061 Nymburk - Jičín zhruba dva kilometry.
Autem lze dojet až k patě rozhledny, kde je možnost parkování.
Turistické značení zde není.

## Galerie

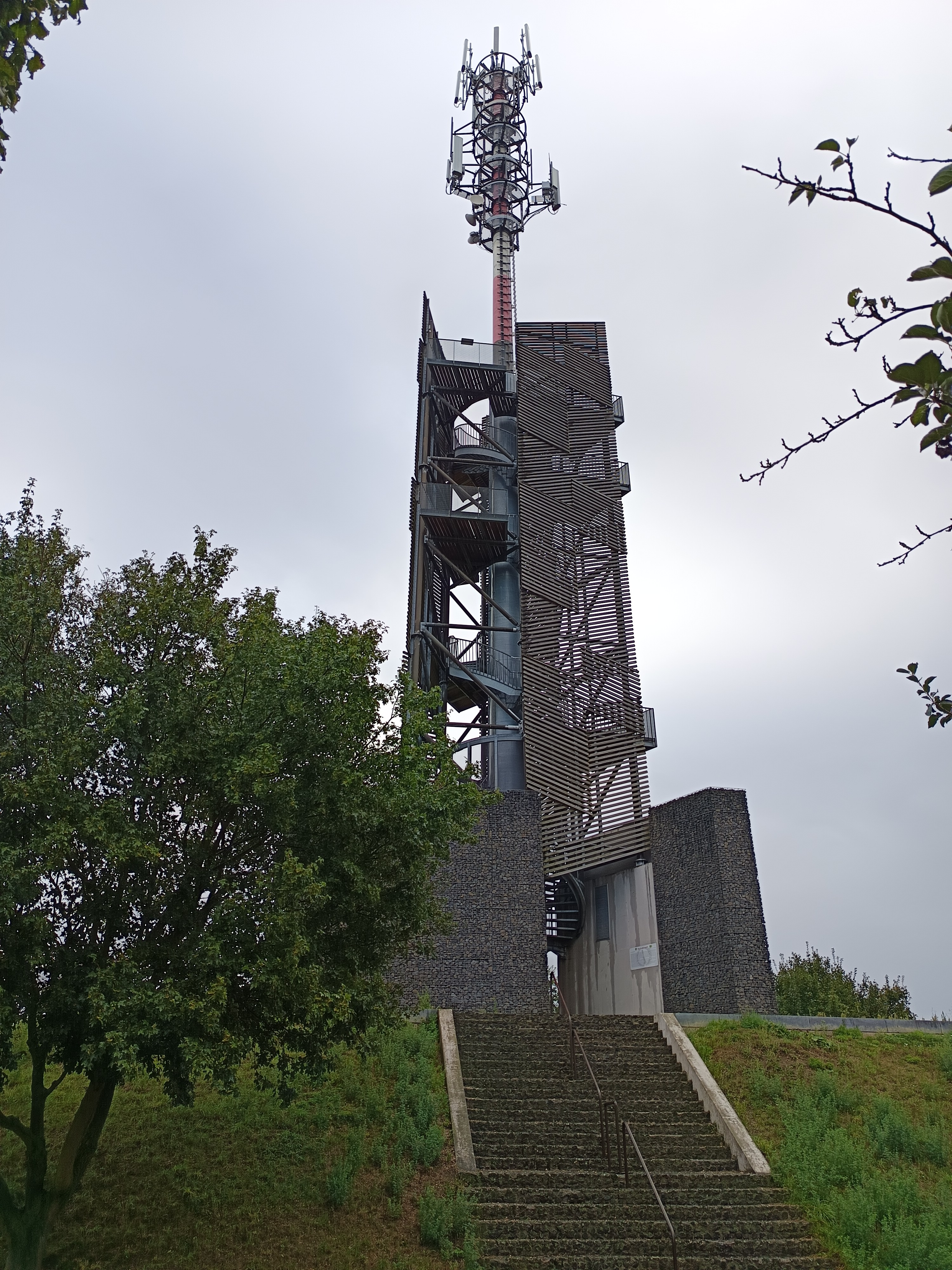
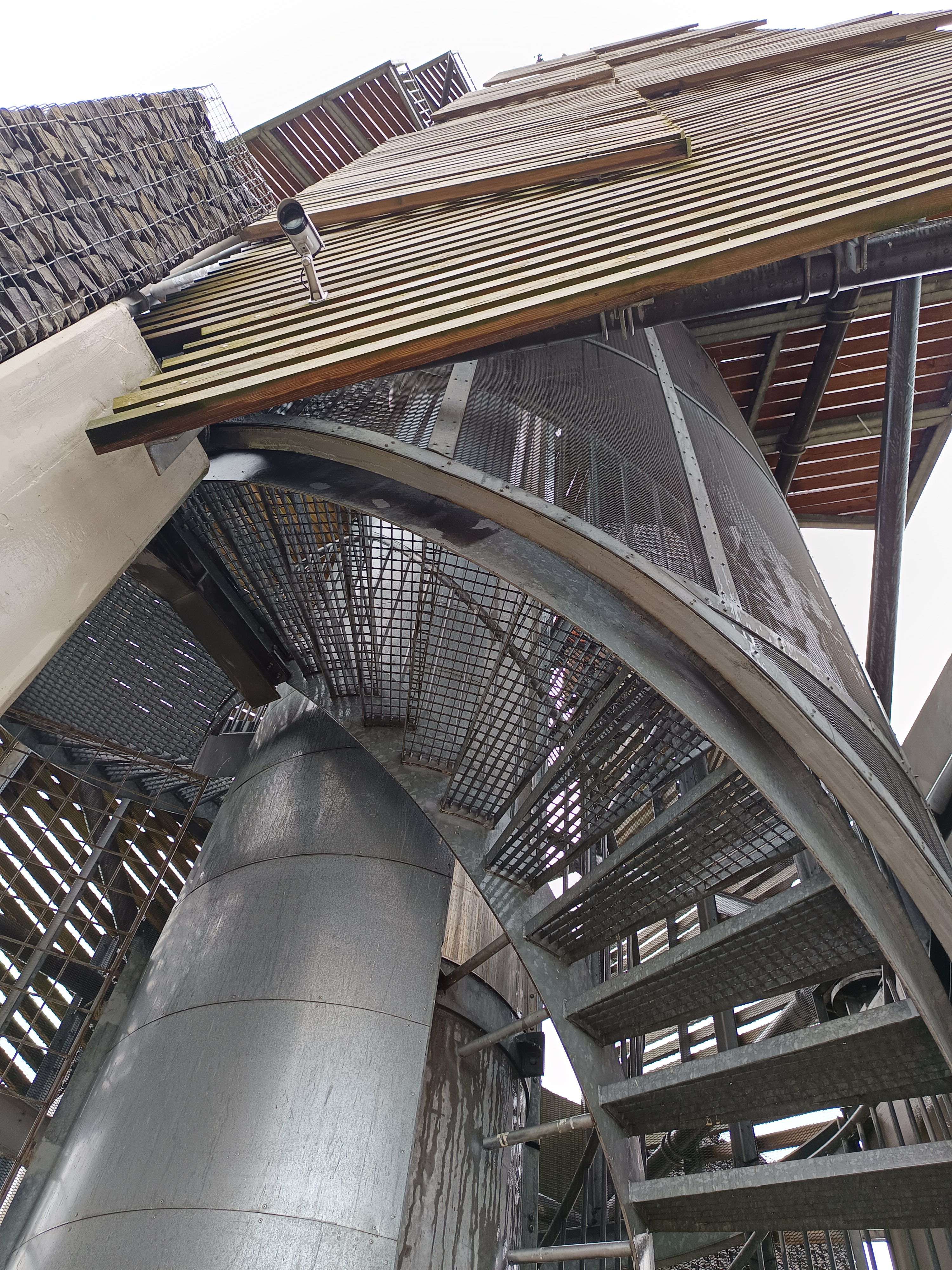
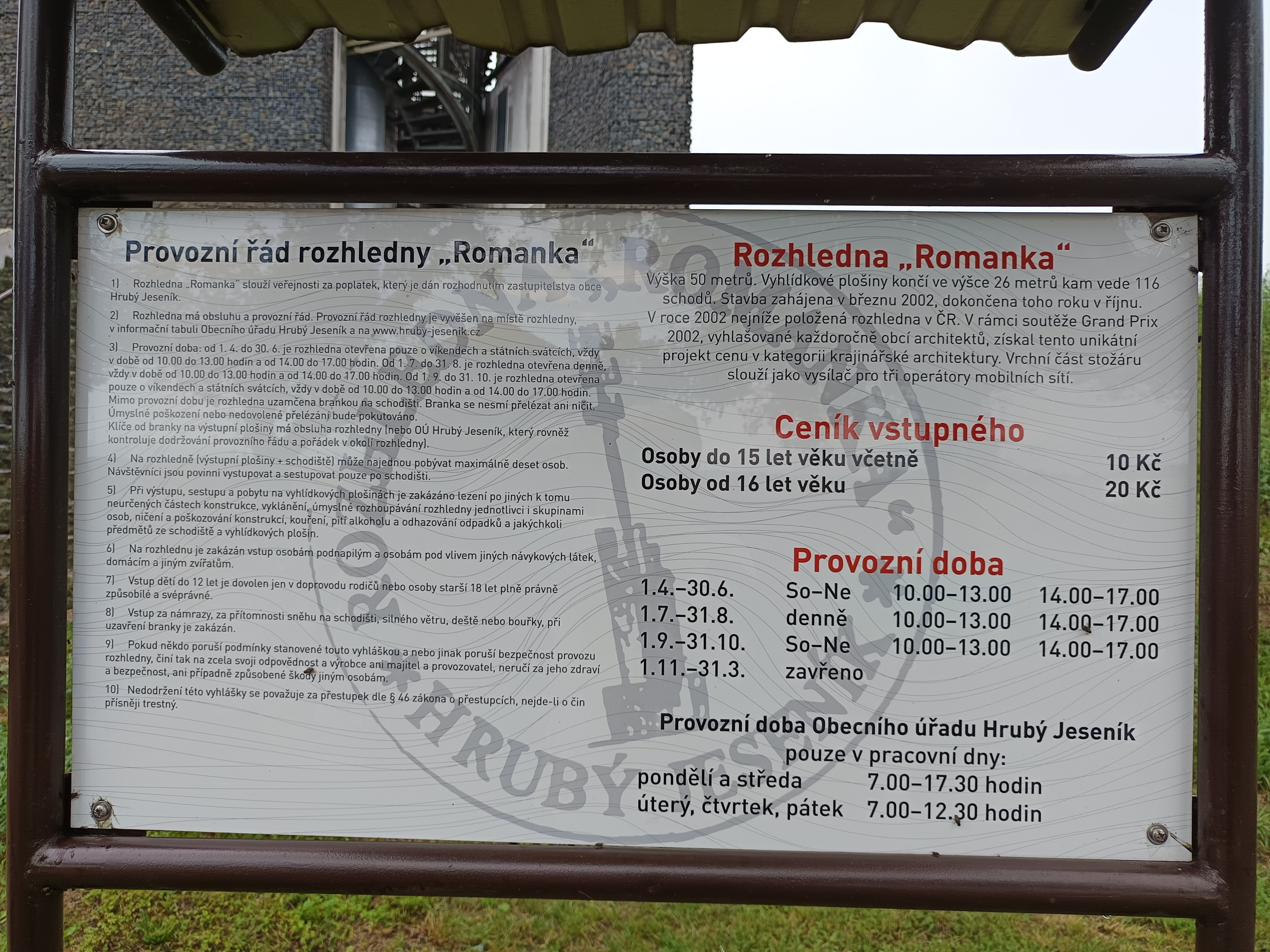
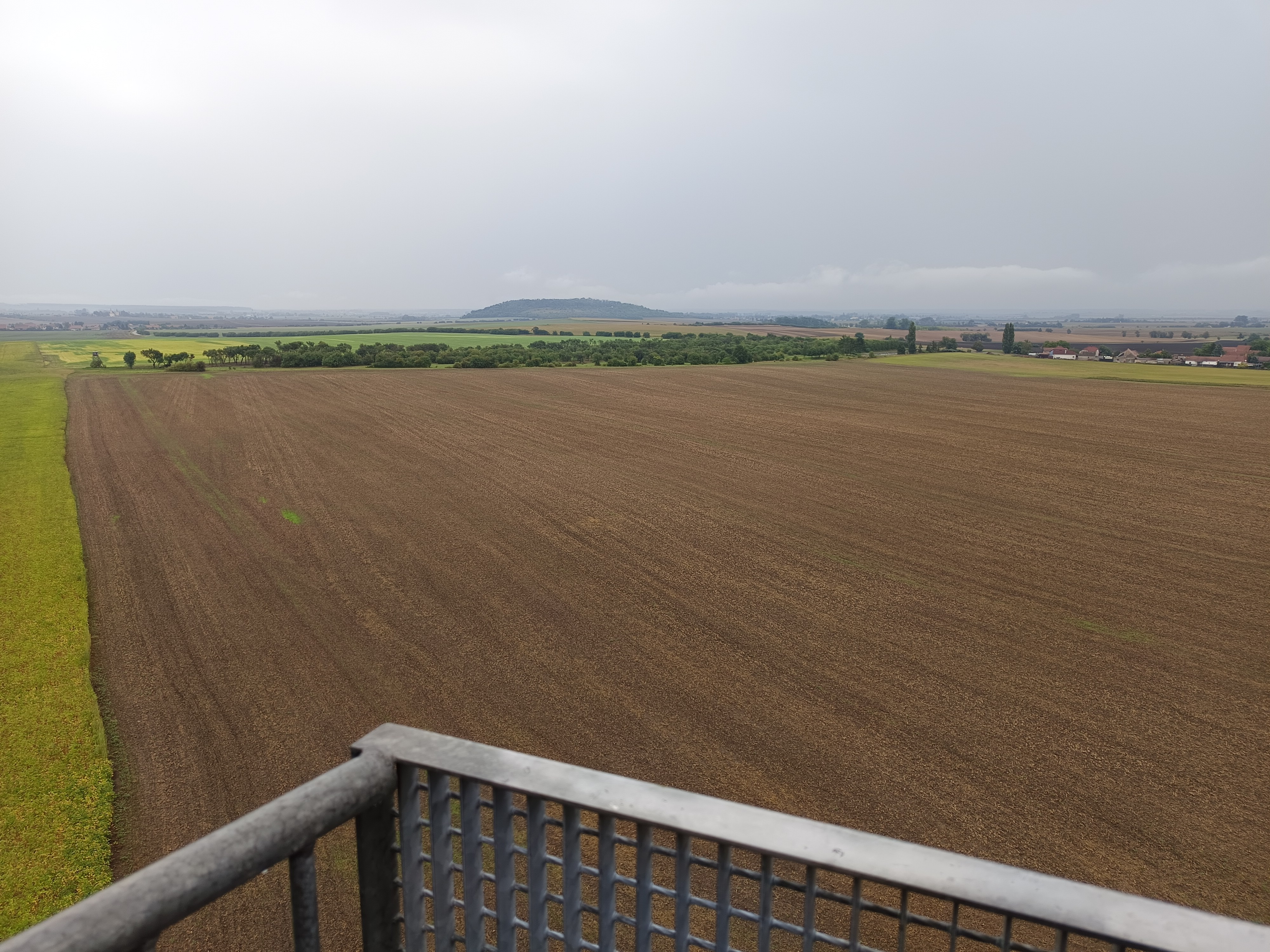